# Peter Elter
Pour les articles homonymes, voir Elter.
Peter Elter, né le 10 juin 1958 à Francfort, est un ancien joueur de tennis allemand, professionnel entre 1976 et 1987.

## Carrière
Il est finaliste du tournoi de Wimbledon junior en 1976 face à Heinz Günthardt.
Après deux demi-finales à Berlin et à Hilversum en 1978, il atteint sa première finale sur le circuit ATP l'année suivante à Bombay où il s'incline face à Vijay Amritraj 6-1, 7-5.
En 1981, il accède à la finale du Classic d'Égypte en ayant battu les têtes de série n°2, 3 et 5 : Balázs Taróczy, Corrado Barazzutti et Paolo Bertolucci. Guillermo Vilas stoppe son beau parcours en deux sets 6-2, 6-3.
En 1982, il participe à la troisième finale de sa carrière à Munich où il est battu en quatre sets par Gene Mayer 3-6, 6-3, 6-2, 6-1. Deux mois plus tard, il est demi-finaliste à Stuttgart.
Il réalise sa dernière performance majeure en atteignant les demi-finales à Munich en 1983. En effet, après ce tournoi, il n'a gagné que 14 matchs pour 27 défaites.
En double, il a été trois fois demi-finaliste et une fois finaliste à Tel Aviv en 1983. Avec Peter Feigl, ils s'inclinent face à Colin Dowdeswell et Zoltan Kuharszky (6-4, 7-5).
Sur le circuit Challenger, il compte un titre en simple à Nairobi en 1984 et un en double à Bielefeld la même année où il a également atteint la finale en simple, tout comme à Travemünde en 1981.
Il a joué huit matchs pour l'équipe d'Allemagne de l'Ouest de Coupe Davis : face à la Suisse et la Hongrie en 1978, face à la Roumanie en 1979 et contre le Brésil en 1981.

## Palmarès

### Finales en simple messieurs
| No | Date       | Nom et lieu du tournoi  | Catégorie  | Dotation | Surface      | Vainqueur       | Score              |  |
| -- | ---------- | ----------------------- | ---------- | -------- | ------------ | --------------- | ------------------ |  |
| 1  | 19-11-1979 | Indian Open, Bombay     | Grand Prix | 75 000 $ | Terre (ext.) | Vijay Amritraj  | 6-1, 7-5           |  |
| 2  | 09-03-1981 | Egyptian Open, Le Caire |            | 75 000 $ | Terre (ext.) | Guillermo Vilas | 6-2, 6-3           |  |
| 3  | 17-05-1982 | BMW Open, Munich        |            | 75 000 $ | Terre (ext.) | Gene Mayer      | 3-6, 6-3, 6-2, 6-1 |  |

### Finale en double messieurs
| No | Date       | Nom et lieu du tournoi                 | Catégorie | Dotation | Surface    | Vainqueurs                        | Partenaire  | Score    |  |
| -- | ---------- | -------------------------------------- | --------- | -------- | ---------- | --------------------------------- | ----------- | -------- |  |
| 1  | 10-10-1983 | Tournoi de tennis de Tel Aviv Tel Aviv |           | 75 000 $ | Dur (ext.) | Colin Dowdeswell Zoltán Kuhárszky | Peter Feigl | 6-4, 7-5 |  |

## Parcours dans les tournois duGrand Chelem

### En simple
| Année | Open d'Australie | Open d'Australie | Internationaux de France | Internationaux de France | Wimbledon       | Wimbledon     | US Open | US Open | Open d'Australie | Open d'Australie |
| ----- | ---------------- | ---------------- | ------------------------ | ------------------------ | --------------- | ------------- | ------- | ------- | ---------------- | ---------------- |
| 1977  | —                | —                | 3e tour (1/16)           | H. Solomon               | —               | —             | —       | —       | —                | —                |
| 1978  | n.o.             | n.o.             | 1er tour (1/64)          | K. Eberhard              | —               | —             | —       | —       | —                | —                |
| 1979  | n.o.             | n.o.             | 1er tour (1/64)          | G. Moretton              | —               | —             | —       | —       | —                | —                |
| 1980  | n.o.             | n.o.             | 1er tour (1/64)          | V. Gerulaitis            | —               | —             | —       | —       | —                | —                |
| 1982  | n.o.             | n.o.             | 3e tour (1/16)           | E. Teltscher             | 2e tour (1/32)  | J. Kriek      | —       | —       | —                | —                |
| 1983  | n.o.             | n.o.             | 2e tour (1/32)           | J. Fillol                | 2e tour (1/32)  | Ti. Gullikson | —       | —       | —                | —                |
| 1985  | n.o.             | n.o.             | 1er tour (1/64)          | J. Hlasek                | 1er tour (1/64) | V. Van Patten | —       | —       | —                | —                |

N.B. : à droite du résultat se trouve le nom de l'ultime adversaire.

### En double
| Année | Open d'Australie | Open d'Australie | Internationaux de France                                                       | Internationaux de France | Wimbledon | Wimbledon | US Open | US Open | Open d'Australie | Open d'Australie |
| ----- | ---------------- | ---------------- | ------------------------------------------------------------------------------ | ------------------------ | --------- | --------- | ------- | ------- | ---------------- | ---------------- |
| 1977  | —                | —                | 1er tour (1/32) P. Složil \|\| style="text-align:left;" \| C. Lewis R. Simpson | —                        | —         | —         | —       | —       | —                |                  |

N.B. : le nom du ou de la partenaire se trouve sous le résultat ; les noms des ultimes adversaires se trouvent à droite.